# 米切尔陨击坑

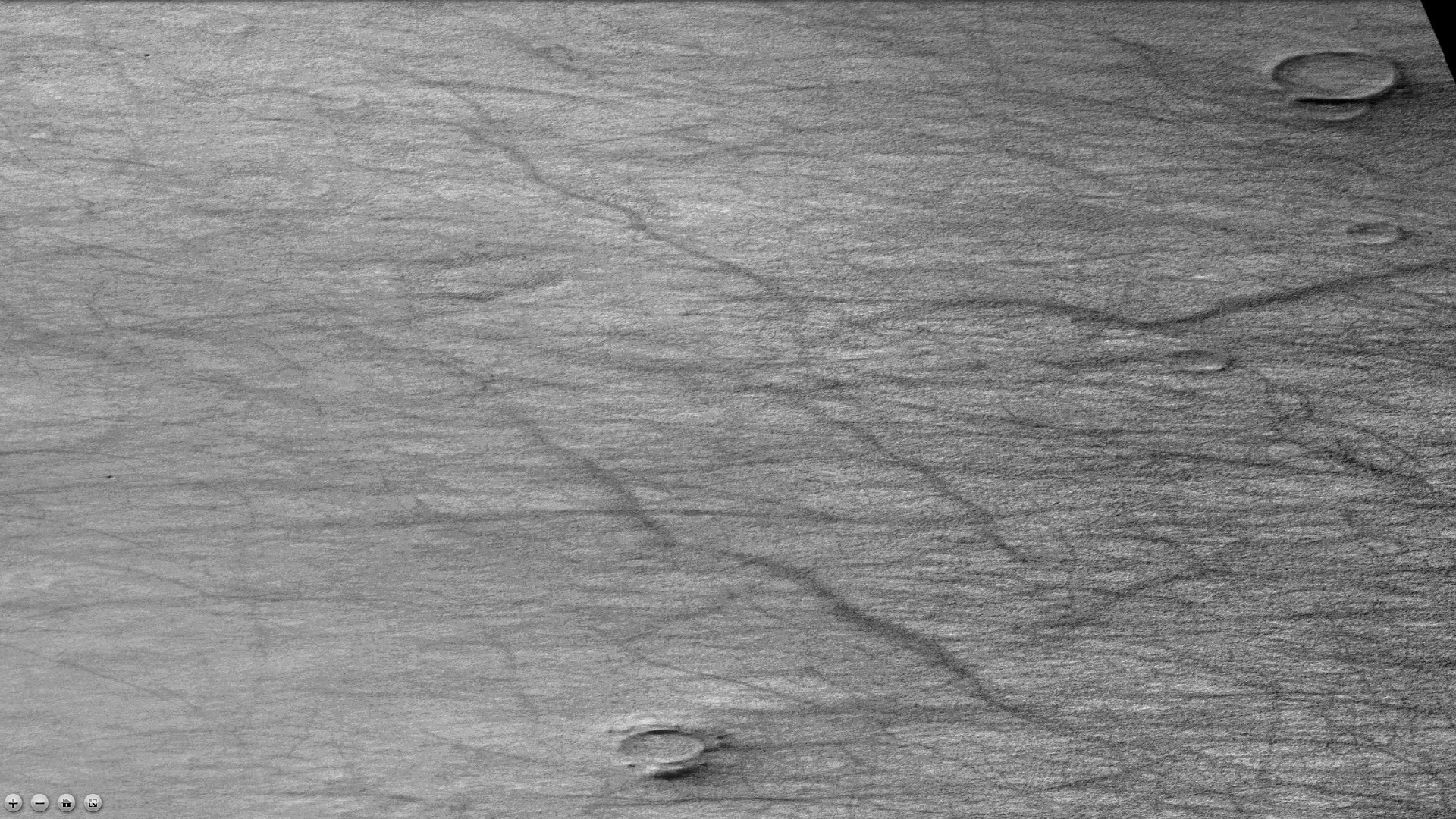
火星勘测轨道飞行器背景相机拍摄的米切尔陨击坑中的尘暴痕迹，注：这是前一图像的放大版。

米切尔陨击坑（Mitchel）是火星南海区的一座撞击坑，其中心坐标位于南纬67.7度、东经76度处，直径138.4公里。该特征取名自美国天文学家、南北战争期间少将奥姆斯比·麦克奈特·米切尔（1809或1810年-1862年），1973年被国际天文联合会行星系统命名工作组批准接受。

## 另请查看
- 火星撞击坑